# Taste (rockband)
Taste was een Ierse rockband, geformeerd door Rory Gallagher, nadat hij in 1966 was gestopt met The Impact (een uitvloeisel van de Fontana Showband). Het werd een driemansformatie naar voorbeeld van Cream, waarbij de eerste bezetting naast Rory bestond uit Eric Kitteringham en Norman Damery. In 1967 nam dit trio wat demo's op die in de jaren 70 op LP verschenen onder de titel Early Taste.
Als kleine clubspeler groeide de band eind jaren zestig in de nieuwe formatie met Richard "Charlie" McCracken (bas) en John Wilson (drums) uit tot een geweldige liveact. Het gitaarspel van Rory Gallagher was voor velen een openbaring. Hoogtepunt onder andere was het optreden tijdens het festival op het eiland Wight in 1970. De lp Live at the Isle of Wight is een goede afspiegeling van de muziek van Taste. Onderlinge vetes (Richard en John vonden dat Rory te veel aandacht naar zich toetrok) zorgden ervoor dat de band eind 1970 ophield te bestaan. Richard en John hebben hierna nog, zonder groot succes, in verschillende bands gespeeld. De loopbaan van Rory Gallagher kreeg wel een vervolg. In 1971 formeerde hij een band onder zijn eigen naam. Opnieuw een driemansformatie met Gerry McAvoy op bas en Wilgar Campbell op drums.
Na de dood van Rory in 1995 besloten Wilson en McCracken Taste nieuw leven in te blazen en zij treden tot op de dag van vandaag met wisselende zangers/gitaristen incidenteel onder die naam op.

## Discografie

### Albums
- 1969	-	Taste	-	12"LP	-	POLYDOR	-	583 042
- 1970	-	On The Boards	-	12"LP	-	POLYDOR	-	583 083
- 1971	-	Live Taste	-	12"LP	-	POLYDOR	-	2310 082
- 1971	-	Moving On	-	12"LP	-	KARUSSELL	-	2345 006
- 1971	-	Pop History, Vol. 11 	-	2 12"LP's	-	POLYDOR	-	2668 003
- 1972	-	Live At The Isle Of Wight	-	12"LP	-	POLYDOR	-	2383 120
- 1972    -       Taste First - 12" LP BASF (opnames uit 1967 met Gallagher en andere ritmesectie)
- 1973	-	2 Original LP's - Taste + On The Boards 	-	2 12"LP's	-	POLYDOR	-	2679 020
- 1973	-	Pop Giants, Vol.  5	-	12"LP	-	BRUNSWICK	-	2911 516
- 1975	-	The Taste Story	-	12"LP	-	POLYDOR	-	2482 207
- 1975	-	(The Greatest) Rock Sensation	-	12"LP	-	KARUSSELL	-	2499 115
- 1976	-	Taste	-	12"LP	-	POLYDOR	-
- 1977	-	In Concert (The Marquee, London 1968)	-	12"LP	-	ARIOLA	-	25 001 ET
- 1980	-	Rock Legends	-	12"LP	-	POLYDOR	-	2475 709
- 1980	-	Gigantes Del Pop, Vol. 12	-	12"LP	-	POLYDOR	-	2486 218
- 1984	-	Historia De La Musica Rock 17	-	12"LP	-	POLYDOR	-	2861 299
- 1988	-	Best Of Rory Gallagher And Taste	-	CD	-	RAZOR	-	MACH 10D
- 1993	-	Best Of Taste	-	CD	-	POLYDOR	-	517 910 2
- 1994	-	Taste Anthology	-	CD	-		-
- 2000	-	(The Best Of) Taste	-	CD	-	POLYDOR	-	521 999 2

### Singles
- 1968	-	Blister On The Moon / Born On The Wrong Side Of Time	-	7"single	-	MAJOR MINOR	-	MM 560
- 1969	-	Born On The Wrong Side Of Time / Same Old Story	-	7"single	-	POLYDOR	-	56313
- 1970	-	What's Going On / Railway And Gun	-	7"single	-	POLYDOR	-	2058 008
- 1971	-	If I Don't Sing I'll Cry / I'll Remember	-	7"single	-	POLYDOR	-	2058 017
- 1974	-	Wee Wee Baby / You've Got To Pay	-	7"single	-	BASF	-	06 19089 1
- 1976	-	Die Vier Grossen Hits Von Taste	-	2 7"singles	-	POLYDOR	-	2607 025
- 1982	-	Blister On The Moon + Sugar Mama / Catfish + On The Boards	-	7"single	-	POLYDOR	-	POSP 609

### Singles in de Top 40
| Single met eventuele hitnotering(en) in de Nederlandse Top 40 | Datum van verschijnen | Datum van binnenkomst | Hoogste positie | Aantal weken | Opmerkingen |
| ------------------------------------------------------------- | --------------------- | --------------------- | --------------- | ------------ | ----------- |
| What's going on                                               |                       | 6-6-1970              | 33              | 3            |             |

### Dvd's
| Dvd's met hitnoteringen in de Nederlandse DVD Music Top 30 | Datum van verschijnen | Datum van binnenkomst | Hoogste positie | Aantal weken | Opmerkingen |
| ---------------------------------------------------------- | --------------------- | --------------------- | --------------- | ------------ | ----------- |
| What's going on - Live at the Isle of wight                | 2015                  | 26-09-2015            | 2               | 9            |             |